# أليس دروموند
أليس دروموند (بالإنجليزية: Alice Drummond)‏ (مواليد 21 مايو 1928 في رود آيلاند - 30 نوفمبر 2016)، هي ممثلة أمريكية بدأت مسيرتها الفنية عام 1967.

## وصلات خارجية
- أليس دروموند على موقع IMDb (الإنجليزية)
- أليس دروموند على موقع ألو سيني (الفرنسية)
- أليس دروموند على موقع أول موفي (الإنجليزية)
- أليس دروموند على موقع قاعدة بيانات برودواي على الإنترنت (الإنجليزية)
- أليس دروموند على موقع قاعدة بيانات الأفلام السويدية (السويدية)
- أليس دروموند على موقع قاعدة بيانات الفيلم (الإنجليزية)
- أليس دروموند على موقع كينوبويسك (الروسية)